# 切克拉斯區
10°55′04″S 76°49′31″W / 10.9179°S 76.8253°W
切克拉斯區（西班牙語：Distrito de Checras），是秘魯的一個區，位於該國中南部利馬大區的瓦烏拉省，面積166.4平方公里，海拔高度3,743米，2005年人口1,338，人口密度每平方公里8人。